# Aquariumfilter

Schematische Darstellung eines Außenfilters am Aquarium

Schematische Darstellung eines Innenfilters im Aquarium

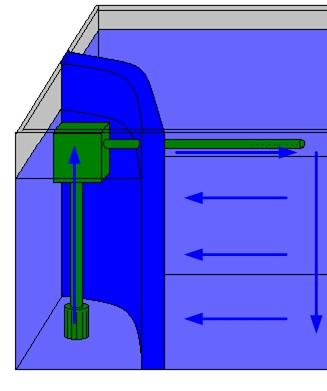
Schematische Darstellung eines Hamburger Mattenfilter in Eckvariante

Ein Aquariumfilter ist ein Wasserfilter, der die Aufgabe hat, das Wasser eines Aquariums so zu reinigen, dass feste auszufilternde Abfallstoffe zurückgehalten werden.
Ein länger benutzter („eingefahrener“) Filter, auf dessen Filtermaterialien sich Mikroorganismen angesiedelt haben, unterstützt im Aquarium die Umwandlung von Stickstoffprodukten, bei der unter anderem das fischtoxische Ammoniak zu Nitrat oxidiert wird (Nitrifikation).
Nach der Filtration des Wassers wird dieses wieder in das Becken zurückgeleitet.

## Filtertypen
Den Liebhabern von Aquarien (Aquarianer) stehen eine Reihe unterschiedlicher Filtertypen zur Auswahl. Bei der Wahl spielen die Aquariengröße und die Platzmöglichkeiten eine Rolle.
Personen, die erstmals ein Aquarium pflegen, entscheiden sich meist für einen Innenfilter. Außenfilter gelten als effektiver und leichter zu warten. Ein weiterer Vorteil ist, dass man beim Außenfilter durch die Wahl des Filtermaterials auch die Wasserwerte in gewünschter Weise beeinflussen kann. So kann durch den Zusatz von Torf der pH-Wert des Wassers abgesenkt werden. Gelegentlich verwenden Aquarianer sogar unterschiedliche Filtertypen gleichzeitig.
Ein entscheidender Nachteil von Außenfiltern ist, dass das Wasser das Aquarium verlässt. Sollte sich eine Schlauchverbindung lösen oder etwas undicht werden, kann das Aquarium leergepumpt werden und zu einem Wasserschaden am Aufstellungsort führen.
Die Filter können in folgende Typen unterteilt werden:
- Innenfilter
  - Hamburger Mattenfilter
  - Bodenfilter
  - Schaumstoffpatronenfilter
- Außenfilter
  - Sandfilter
  - Rieselfilter
  - Rucksackfilter